# Ted N.C. Wilson
Ted N.C. Wilson (ur. 10 Maja 1950 w Stanach Zjednoczonych) – amerykański duchowny Kościoła Adwentystów Dnia Siódmego od 23 czerwca 2010 roku Przewodniczący światowej społeczności Kościoła Adwentystów Dnia Siódmego.
Ted Wilson został po raz pierwszy wybrany na Przewodniczącego na 59. sesji Generalnej Konferencji Kościoła Adwentystów Dnia Siódmego w 2010 roku zastępując Jana Paulsena, który pełnił funkcję Przewodniczącego od 1999 roku.
W 2015 roku podczas 60. sesji Generalnej Konferencji Wilson ponownie został wybrany na drugą pięcioletnią kadencję która powinna była zakończyć się w 2020 roke, jednak z uwagi na ograniczenia związane z pandemią Covid-19, sesja Generalnej Konferencji KADS nie odbyła się i została przełożona na 6-11 czerwca 2022 roku. Na tej przełożonej sesji Generalnej Konferencji Wilson został ponowie wybrany na kolejną pięcioletnią kadencję kończącą się w 2025 roku.

## Działalność jako przewodniczący
Ted N.C. Wilson został wybrany na Przewodniczącego podczas 59. sesji Generalnej Konferencji w Atlancie w stanie Georgia. Wilson został ponownie wybrany na stanowisko Przewodniczącego podczas 60. Generalnej Konferencji, która odbyła się 3 lipca 2015 r. w San Antonio w Teksasie. W tym okresie Kościół podjął liczne działania misyjne m.in. „Mission to Cities”, które koncentrują się na dużych obszarach metropolitalnych.

## Poprzednie funkcje
Wilson rozpoczynał swoją służbę kościelną jako pastor w roku 1974 w Diecezji Nowy Jork. Od roku 1976 do 1981 pracował on jako asystent dyrektora, a później dyrektor Metropolitan Ministries. Do roku 1990 pracował w regionie Afryki i Oceanu Indyjskiego, mieszkając w Abidżanie stolicy Wybrzeżu Kości Słoniowej, jako dyrektor departamentu, a później jako sekretarz wykonawczy, będąc drugim najwyższym urzędnikiem w tamtejszej strukturze.
Kolejnym stanowiskiem, jakie zajął po doświadczeniach w Afryce Zachodniej, było stanowisko współpracownika sekretarza w siedzibie głównej światowego Zarządu Kościoła w Silver Spring, Maryland, USA.
W latach 1992–1996 Ted Wilson piastował urząd Przewodniczącego Wydziału Euroazjatyckiego Kościoła Adwentystów Dnia Siódmego. 
W 1996 roku powrócił do Stanów Zjednoczonych, aby objąć funkcję prezesa oficyny wydawniczej Review and Herald w miejscowości Hagerstown w stanie Maryland. Pracował tam do czasu wyboru na Wiceprzewodniczącego Generalnej Konferencji w 2000 roku.

## Wykształcenie
Uzyskał:
- stopień Doctor of Philosophy w zakresie edukacji religijnej na Uniwersytecie Nowojorskim
- stopień Master of Divinity na Andrews University
- stopień Master of Science na Loma Linda University

## Życie prywatne
Wilson jest w związku małżeńskim z Nancy Louise Vollmer Wilson, fizjoterapeutką. Małżeństwo posiada trzy córki. Obecny zwierzchnik Kościoła jest synem byłego przewodniczącego Generalnej Konferencji, Neala C. Wilsona, który pełnił tę funkcję w latach 1979-1990.